# Louis de Béthune-Chârost
Louis de Béthune est un militaire français du XVIIe siècle, né le 5 février 1605 à Paris et mort le 20 mars 1681.

## Biographie
Louis de Béthune, est le fils de Philippe de Béthune et de Catherine le Bouteiller de Senlis.
Alors mestre de camp du régiment de Sarrieu il participe à la bataille du pont du Feneau en 1627. Il était alors comte de Chârost. En 1630, en tant que mestre de camp du régiment Charost il participe à la conquête de la Savoie dans le cadre de la guerre de Succession de Mantoue. 
Le 1er juin 1634, il est élevé au grade de capitaine des gardes du corps du Roi et devient mestre de camp du régiment de Charost cavalerie en 1644. Remplacé en tant que capitaine des Garde du corps du roi le 17 août 1648 par le marquis de Jarze, François-René Du Plessis, il revient finalement 9 novembre 1649 et servira à ce poste jusqu'en 1663.
En 1672, il devient duc de Chârost. Postérité étudiée à l'article consacré à son arrière-arrière-petit-fils François-Joseph (1719-1739).